# أليكساندر لينوار
أليكساندر لينوار (بالفرنسية: Alexandre Lenoir) (و. 1761 – 1839 م) هو عالم آثار، ومؤرخ الفن، وأمين متحف، وكاتب مقالات، من فرنسا، ولد في باريس، توفي في باريس، عن عمر يناهز 78 عاماً.

## معرض صور

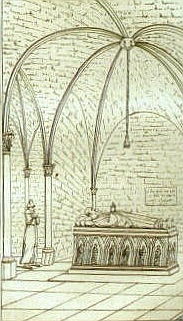
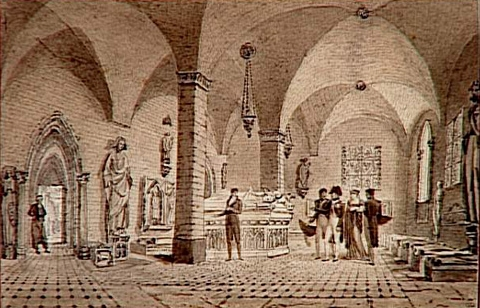
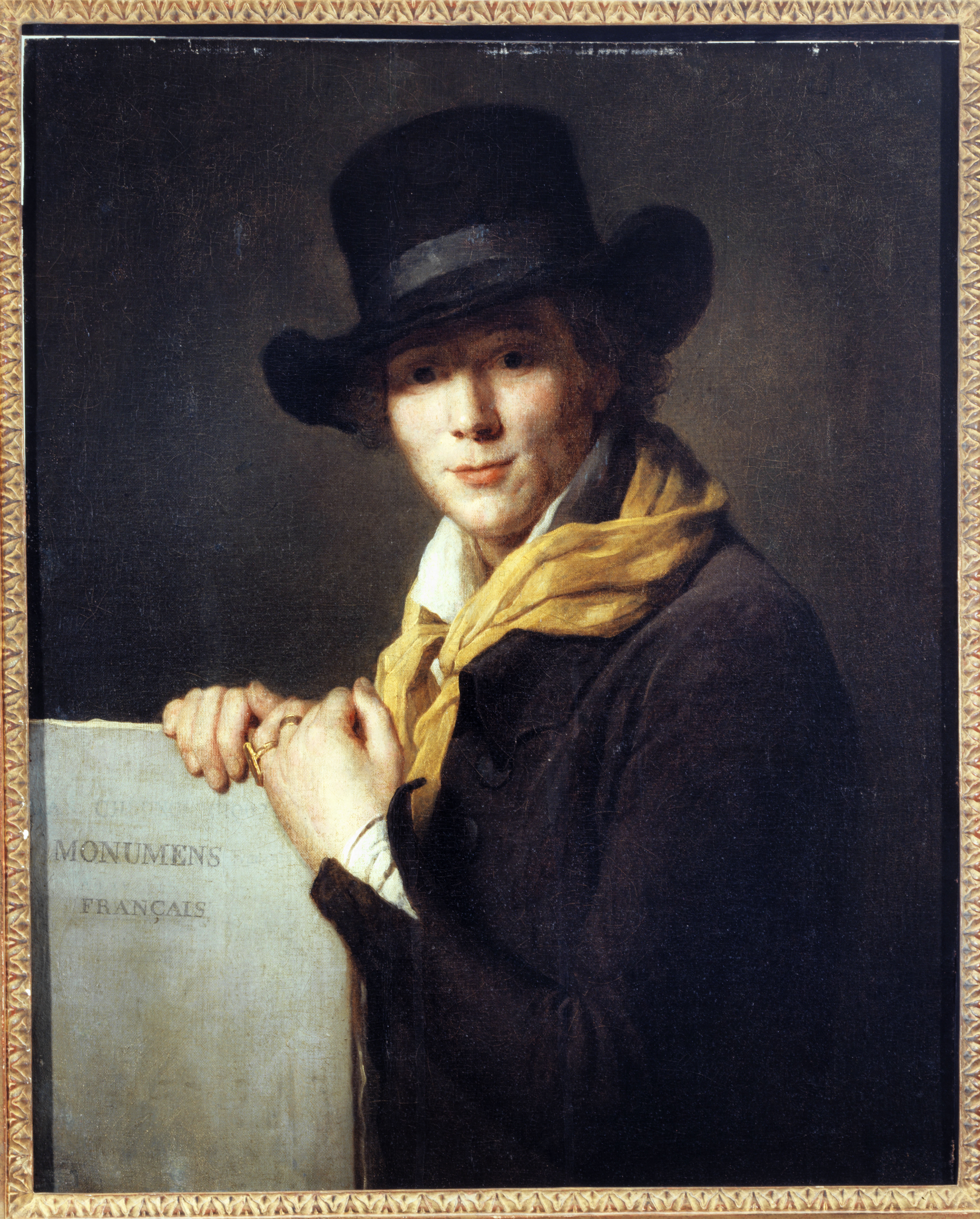
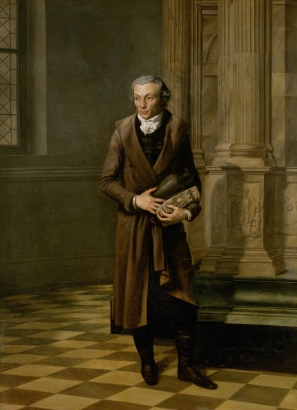

## أعمال بارزة
من أهم أعماله:
- Héloïse and Abélard's tomb
- Museum of French Monuments.

## جوائز
حصل على جوائز منها:
- نيشان المهماز الذهبي [الإنجليزية]‏
- وسام القديس لويس [الإنجليزية]‏
- وسام جوقة الشرف من رتبة فارس.

## روابط خارجية
- أليكساندر لينوار على موقع الموسوعة البريطانية (الإنجليزية)